# Матриця (франшиза)
Матриця — це науково-фантастична медіафраншиза, створена в жанрі кіберпанк. Серія складається з трилогії художніх фільмів, яка почалася з «Матриці» (1999) та продовжилася частинами «Матриця: перезавантаження» і «Матриця: Революція» (обидва 2003 року), написані та режисеровані сестрами Вачовскі та продюсером Джоел Сілвер. Франшиза належить компанії Warner Bros., яка розповсюджувала фільми разом із Village Roadshow Pictures. Остання серія — із Silver Pictures — дві виробничі компанії, які працювали над усіма трьома фільмами.

## Стислий зміст
У серіалі ведеться кіберпанк-розповідь про технологічне падіння людини, в якому самосвідомий штучний інтелект захопив і ув'язнив переважну більшість людства у системі віртуальної реальності, яка використовувалась як джерело живлення. Час від часу деяким із ув'язнених вдається вирватися із системи і їх, вважаючи загрозою, переслідує штучний інтелект як всередині, так і зовні цієї системи. Фільми зосереджуються на важкій ситуації Нео (грає Кіану Рівз), Трійці (Керрі-Енн Мосс) і Морфея (Лоренс Фішберн), які намагаються звільнити людство від системи, переслідуючи її опікунів, таких як агент Сміт (Хуго Ткач). «Матриця» містить посилання на численні філософські, релігійні чи духовні ідеї, серед яких — дилема вибору проти контролю, мозок у експерименті мислення, месіанство та концепції взаємозалежності і любові. Включено принципи міфології, аніме і гонконзькі бойовики («героїчне кровопролиття» і фільми про бойові мистецтва). Фільм відомий тим, що використовує сильно хореографічні послідовності дій та «повільний час» ефектів уповільненого руху, що призвело до революційних бойовиків.
Персонажі та налаштування фільмів додатково досліджуються в інших медіа, створених у тому ж вигаданому всесвіті, включаючи анімацію, комікси та відеоігри. Комічний «Шматочки інформації та шматки інформації» та короткометражний фільм «Аматрітрикс» — «Другий ренесанс» виступають як приквел до фільмів, пояснюючи, яким чином сталася постановка франшизи.
Перший фільм мав важливий критичний та комерційний успіх, вигравши чотири премії «Оскар», запровадив символи популярної культури, такі як червона та синя таблетка, і вплинув на створення фільму. З цих причин він був доданий до Національного реєстру фільмів для збереження. Його перше продовження отримало ще більший комерційний успіх, ставши найвищим в історії фільмом з рейтингом R, титул якого він тримав протягом 13 років, поки його не перевершив фільм «Дедпул». Станом на лютий 2016 року франшиза отримала понад 3 мільярди доларів доходу. «Warner Bros.» офіційно підтвердила, що четвертий фільм всесвіту «Матриця» розробляється з «Village Roadshow Pictures», з Ланою Вачовські як співавтором і режисером, а Рівз і Мосс репрезентують свої ролі.

## Фільми
Матриця
Програміст однієї американської компанії Томас Андерсон, також відомий в неофіційних колах як хакер Нео, дізнається, що його світ, усе, що є довкола, це лише породження комп'ютерної програми — Матриці. Насправді на Землі вже давно керують машини. Машини вирощують людей на спеціальних плантаціях та використовують як джерела енергії. Але є й люди, котрі протистоять Машинам, вони живуть в єдиному людському місті, до котрого Машини ще не змогли дістатися, і періодично входять в Матрицю. Нео дізнається, що він «обраний», і саме йому належить зруйнувати Матрицю, аби звільнити людей від влади Машин.
Матриця: Перезавантаження
Для виконання місії обраного Нео необхідно зустрітися з Архітектором Матриці, але знайти до нього дорогу непросто. Тим часом Агент Сміт знайшов можливість самовільного копіювання, і тепер він готовий битися з Нео не наодинці — із кожним днем Сміт поповнює ряди своїх реплікантів. До того ж Машини почали копати, направляючись до Зіону — останньої твердині людства. Нео стає останньою надією людства на свободу від гніту.
Матриця: Революція
Машини починають штурм єдиного міста людей — Зіона. Сил захисників міста не вистачить, щоб відбити натиск, їм лишається тільки померти, захищаючи своє місто. Нео приймає рішення вирушити в місто Машин, аби не допустити падіння Зіона і виконати передбачене йому. В тому часі агент Сміт намагається підпорядкувати собі Матрицю та вивести її з-під контролю Машин. Якщо Нео зможе протистояти Сміту, то у людей є шанс вціліти та жити в мирі з Машинами. Якщо ж Нео не справиться — наступить знищення Матриці і загибель людства.
Матриця: Воскресіння
У травні 2019 року Чад Стагелські, який працював координатором трюків у кількох фільмах Вачовські, заявив, що принаймні одна з сестер бере участь у новому фільмі «Матриці» — хоча він відкликав свою заяву незабаром після уточнення: він говорив гіпотетично.
У серпні 2019 року Warner Bros. офіційно оголосила про розробку четвертого фільму.
Виробництво фільму планується розпочати в Чикаго у лютому 2020 року.

## Витрати та касові збори
| Фільм                       | Дата виходу на екрани | Касові збори (дол.) | Касові збори (дол.) | Касові збори (дол.) | Бюджет (дол.) | Примітки |
| Фільм                       | Дата виходу на екрани | США                 | Інші країни         | У всьому світі      | Бюджет (дол.) | Примітки |
| --------------------------- | --------------------- | ------------------- | ------------------- | ------------------- | ------------- | -------- |
| «Матриця»                   | 31 березня 1999       | 171 479 930         | 292 037 453         | 463 517 383         | 63 000 000    | [ 6 ]    |
| «Матриця: Перезавантаження» | 15 травня 2003        | 281 576 461         | 460 552 000         | 742 128 461         | 150 000 000   | [ 7 ]    |
| «Матриця: Революція»        | 5 листопада 2003      | 139 313 948         | 288 029 350         | 427 343 298         | 150 000 000   | [ 8 ]    |
| Загалом                     | Загалом               | 592 370 339         | 1 040 618 803       | 1 632 989 142       | 363 000 000   |          |

## Актори та персонажі
| Персонаж                                                                            | Фільм          | Фільм                       | Фільм                                           | Фільм                  |
| Персонаж                                                                            | «Матриця»      | «Матрица: Перезавантаження» | «Матриця: Революція»                            | «Матриця: Воскресіння» |
| ----------------------------------------------------------------------------------- | -------------- | --------------------------- | ----------------------------------------------- | ---------------------- |
| Нео                                                                                 | Кіану Рівз     | Кіану Рівз                  | Кіану Рівз                                      | Кіану Рівз             |
| Морфей                                                                              | Лоренс Фішберн | Лоренс Фішберн              | Лоренс Фішберн                                  | Яг'я Абдул-Матін II    |
| Триніті                                                                             | Керрі-Енн Мосс | Керрі-Енн Мосс              | Керрі-Енн Мосс                                  | Керрі-Енн Мосс         |
| Агент Сміт                                                                          | Г'юго Вівінг   | Г'юго Вівінг                | Г'юго Вівінг                                    | Джонатан Ґрофф         |
| Піфія                                                                               | Глорія Фостер  | Глорія Фостер               | Мері Еліс                                       |                        |
| Сайфер                                                                              | Джо Пантоліано |                             |                                                 |                        |
| Агент Браун                                                                         | Пол Годдард    |                             |                                                 |                        |
| Агент Джонс                                                                         | Роберт Тейлор  |                             |                                                 | Стівен Данливи         |
| Ніобе                                                                               |                | Джада Пінкетт-Сміт          | Джада Пінкетт-Сміт                              | Джада Пінкетт-Сміт     |
| Меровінг                                                                            |                | Ламбер Вільсон              | Ламбер Вільсон                                  | Ламбер Вільсон         |
| Персефона                                                                           |                | Моніка Беллуччі             | Моніка Беллуччі                                 |                        |
| Лінк                                                                                |                | Гарольд Перріно             | Гарольд Перріно                                 |                        |
| Сераф                                                                               |                | Колін Чоу                   | Колін Чоу                                       |                        |
| Зі                                                                                  |                | Нона Гей                    | Нона Гей                                        |                        |
| Бейн (Сміт)                                                                         |                | Ієн Блісс                   | Ієн Блісс                                       |                        |
| Архітектор                                                                          |                | Гельмут Бакайтіс            | Гельмут Бакайтіс                                |                        |
| Рама-Кандра                                                                         |                | Бернард Вайт                | Бернард Вайт                                    |                        |
| Близнюки                                                                            |                | Едріан і Ніл Рейменти       |                                                 |                        |
| Майстер ключів                                                                      |                | Дук Кім Рендалл             |                                                 |                        |
| Агент Джонсон                                                                       |                | Даніель Бернгардт           |                                                 |                        |
| Агент Томпсон («Матриця: Перезавантаження») / вампір в клубі («Матриця: Революція») |                | Метт Макколм                | Метт Макколм                                    |                        |
| Агент Джексон                                                                       |                | Девід Кілд                  |                                                 |                        |
| Провідник                                                                           |                |                             | Брюс Спенс                                      |                        |
| Головний комп'ютер (Deus Ex Machina)                                                |                |                             | голос — Кевін Майкл Річардсон; Генрі Блесінгейм |                        |

### Знімальна група
| Роль       | Фільм          | Фільм                       | Фільм                |
| Роль       | «Матриця»      | «Матриця: Перезавантаження» | «Матриця: Революція» |
| ---------- | -------------- | --------------------------- | -------------------- |
| Режисер    | Брати Вачовскі | Брати Вачовскі              | Брати Вачовскі       |
| Продюсер   | Джоел Сільвер  | Джоел Сільвер               | Джоел Сільвер        |
| Сценарист  | Брати Вачовскі | Брати Вачовскі              | Брати Вачовскі       |
| Композитор | Дон Девіс      | Дон Девіс                   | Дон Девіс            |
| Оператор   | Білл Поуп      | Білл Поуп                   | Білл Поуп            |

## Аніматриця
Американсько-японський анімаційний науково-фантастичний антологічний фільм 2003 року. Це є компіляція з дев'яти анімаційних короткометражних фільмів за трилогією «Матриця», яку написали та режисували Вачовські. У серіалі детально описано історію Всесвіту Матриці, включаючи першу війну між людиною та машинами, яка призвела до створення Матриці.

## Список номінацій та відзнак

### Матриця(1999)
| Номінанти:                                 |
| ------------------------------------------ |
| Джон Гаета Янек Сіррс Стів Кортлі Джон Тум |

| Номінанти:                                             |
| ------------------------------------------------------ |
| Джон Т. Рейтц Ґрегг Рудолфф Девід Е. Кемпбелл Девід Лі |

| Номінанти:                             |
| -------------------------------------- |
| Оуен Патерсон Мішель Мак-Гей Х'ю Батеп |

| Номінанти:                                 |
| ------------------------------------------ |
| Джон Гаета Стів Кортлі Янек Сіррс Джон Тум |

| Номінанти:                                                          |
| ------------------------------------------------------------------- |
| Девід Лі Джон Т. Рейц Ґрегг Рудлофф Девід Е. Кемпбелл Дейн А. Девіс |

| Номінанти:                                               |
| -------------------------------------------------------- |
| Джон Т. Рейц; Грегг Рудлофф; Девід Е. Кемпбелл; Девід Лі |

| Номінанти: |
| --- |
| Ден А. Девіс Том Бреннан Джулія Евершад Ерік Ліндерман Девід Ґрімалді Сусан Дудек Valerie Davidson Ненсі Баркер Девід Мак-Релл Барбара Делпуеч Франк Лонг Ноел Макінтош Джон Роеш Гілда Годжес Ерік Ліндеманн Джон Т. Рейтц Ґреґ Рудлофф Девід Е. Кемпбелл Кевін Е. Карпентер Мері Джо Ленг Керолайн Тапп |

| Номінанти:                                               |
| -------------------------------------------------------- |
| Ден А. Девіс Чарльз В. Ріттер Джулія Евершад Сусан Дудек |

| Номінанти:                                 |
| ------------------------------------------ |
| Лорі Л. Ешлер Зігмунд Ґрон Жордан Корнголд |

| Номінанти:                        |
| --------------------------------- |
| Стів Куртлі Браян Кокс Джон Гаета |

| Номінанти:                                |
| ----------------------------------------- |
| Ніккі Гоолі Боб Мак-Каррон Венді Сенсбері |

| Номінанти:                                 |
| ------------------------------------------ |
| Джон Гаета Янек Сіррс Стів Кортлі Джон Тум |

### Матриця: Перезавантаження(2003)
| Номінанти: |
| --- |
| Дейн А. Девіс Джулія Евершаде Том Бреннан Ерік Ліндеманн Майкл Едвард Джонсон Ендрю Лакі Марк Ларрі Річард Адріан Майкл В. Мітчелл |

| Номінанти:                                    |
| --------------------------------------------- |
| Джон Гаета Дан Ґласс Адрівн Де Вет Ґреґ Джубі |

| Номінанти:                                      |
| ----------------------------------------------- |
| Кім Лібрері Джордж Борсуков Пол Раян Джон Гаета |

| Номінанти:                                                                          |
| ----------------------------------------------------------------------------------- |
| Оусаун Ела Тігер Гу Чен Девід Лейтц Бред Мартін Девід Но Чад Стагелські Маркус Йонг |

| Номінанти:                                 |
| ------------------------------------------ |
| Ґленн Босвелл Девід Р. Елліс Р. А. Ронделл |

### Матриця: Революція(2003)
| Номінанти:                                     |
| ---------------------------------------------- |
| Джон Гаета Кім Лібрері Джордж Мерфі Крейг Хейз |

| Номінанти:                                     |
| ---------------------------------------------- |
| Джон Гаета Кім Лібрері Джордж Мерфі Крейг Хейз |

| Номінанти:                                     |
| ---------------------------------------------- |
| Джон Гаета Кім Лібрері Джордж Мерфі Крейг Хейз |